# 이정규 (레슬링 선수)
이정규(1937년 ~)는 대한민국의 레슬링 선수이다. 1956년 하계 올림픽 남자 자유형 플라이급에 출전했다.